# كوهارا
كوهارا (بالإنجليزية: Kohara)‏ هي أم كل سمك التونة في الميثولوجيا البولينيزية.